# Samuel Kumah
Samuel Ablade Kumah (26 de junho de 1970) é um ex-futebolista profissional ganês, atuava como meio-campo, medalhista olímpico de bronze.
Samuel Ablade Kumah conquistou a a medalha de bronze em Barcelona 1992.